# 17938 Tamsendrew
17938 Tamsendrew (1999 HW6) là một tiểu hành tinh vành đai chính được phát hiện ngày 17 tháng 4 năm 1999 bởi nhóm nghiên cứu tiểu hành tinh gần Trái Đất phòng thí nghiệm Lincoln ở Socorro.